# بطولة أوروبا لألعاب القوى 2024 – الوثب الثلاثي للسيدات
أقيمت مسابقة القفز الثلاثي للسيدات في بطولة أوروبا لألعاب القوى 2024 في ملعب أولمبيكو، روما، إيطاليا يومي 7 و9 يونيو. فازت آنا بيليتيرو-كومباوري بأول ميدالية ذهبية لإسبانيا في روما 2024، بفوزها بمسابقة الوثب الثلاثي للسيدات محققةً قفزة 14.85 مترًا (-0.5 متر/ثانية) في الجولة الرابعة. قدمت توبا دانيشماز بطلة تركيا الأوروبية للصالات المغلقة، تحديًا هائلًا حيث تصدّرت رقمها القياسي الوطني في الجولة الثانية البالغ 14.57 مترًا (-0.8 متر/ثانية)، لكن كانت للاعبة بيليتيرو-كومباوري الكلمة الأخيرة. وذهبت الميدالية البرونزية إلى الفرنسية إيليونيس غيوم التي أضافت 15 سم إلى رقمها الشخصي لتحصد الميدالية البرونزية في الجولة النهائية بقفزة بلغت 14.43 متر (-0.3 متر/ثانية).

## ملخص المسابقة
| حدث           | الذهبية                         | الفضية                | البرونزية             |
| ------------- | ------------------------------- | --------------------- | --------------------- |
| الوثب الثلاثي | إسبانيا · آنا بيليتيرو-كومباوري | تركيا · توبا دانيشماز | فرنسا · إليونيس غيلوم |

## الأرقام القياسية
| الأرقام القياسية المسجلة قبل بطولة أوروبا لألعاب القوى 2024 | الأرقام القياسية المسجلة قبل بطولة أوروبا لألعاب القوى 2024 | الأرقام القياسية المسجلة قبل بطولة أوروبا لألعاب القوى 2024 | الأرقام القياسية المسجلة قبل بطولة أوروبا لألعاب القوى 2024 | الأرقام القياسية المسجلة قبل بطولة أوروبا لألعاب القوى 2024 |
| ----------------------------------------------------------- | ----------------------------------------------------------- | ----------------------------------------------------------- | ----------------------------------------------------------- | ----------------------------------------------------------- |
| الرقم القياسي العالمي                                       | يوليمار روخاس (VEN)                                         | 15.74 مترًا                                                  | طوكيو، اليابان                                              | 01 أغسطس 2021                                               |
| الرقم القياسي الأوروبي                                      | إينيسا كرافيتس (المملكة المتحدة)                            | 15.50 مترًا                                                  | غوتنبرغ، السويد                                             | 10 أغسطس 1995                                               |
| رقم البطولة                                                 | تاتيانا ليبيديفا (روسيا)                                    | 15.15 مترًا                                                  | غوتنبرغ، السويد                                             | 09 أغسطس 2006                                               |
| الرقم الرائد عالميًا                                         | ثيا لافوند (DMA)                                            | 15.01 مترًا                                                  | غلاسكو، المملكة المتحدة                                     | 3 مارس 2024                                                 |
| الرقم الرائد أوروبيا                                        | فياليتا سكفارتسوفا (BLR)                                    | 14.85 مترًا                                                  | سوتشي، روسيا                                                | 22 مايو 2024                                                |

## الجدول
جميع الأوقات بالتوقيت المحلي (UTC+2)
| تاريخ         | وقت   | الجولة   |
| ------------- | ----- | -------- |
| 07 يونيو 2024 | 11:10 | التصفيات |
| 09 يونيو 2024 | 21:21 | النهائي  |

## النتائج
| رموز واختصارات في رياضة ألعاب القوى |
| --- |
| \| AR : رقم قاري (رقم جديد في سجل القاري) CR : رقم بطولة (رقم جديد في سجل البطولة) MR : رقم اجتماع لألعاب القوى (رقم جديد في سجل اللقاءت) NR : رقم وطني (رقم جديد في السجل الوطني) OR : رقم أولمبي (رقم جديد في السجل الأولمبي) PR : رقم بارالمبي (رقم جديد في سجل البارالمبي) PB : رقم شخصي (أفضل رقم شخصي) SB : أفضل أداء شخصي في الموسم (الأفضل في الموسم) WL : أفضل أداء عالمي لهذا العام (رائد عالمي) WJR: رقم قياسي عالمي للناشئين WR : رقم عالمي (رقم قياسي عالمي) ER : رقم قياسي أوروبي EL : أفضل نتيجة للموسم في أوروبا DNF: لم يكمل السباق DNS: لم يبدأ السباق DQ : استبعاد (عدم الأهلية) NM : لم يتم تسجيل أي اختبار صحيح (لا توجد علامة) َQ : التأهل "مباشرة" إلى الجولة التالية (أو إلى المسابقة التالية)، خلال مسابقة كبرى، بفضل الترتيب أو تحقيق الحد الأدنى (المؤهل التلقائي) q : التأهل إلى الجولة التالية (أو المسابقة التالية)، خلال مسابقة كبرى، بفضل إعادة التصفيات أو تحقيق أحد أفضل العروض بين أولئك "غير المتأهلين بشكل مباشر" (بفضل أفضل وقت أو أفضل مسافة على سبيل المثال) (مؤهل ثانوي) x : محاولة فاشلة \| |
| AR : رقم قاري (رقم جديد في سجل القاري) CR : رقم بطولة (رقم جديد في سجل البطولة) MR : رقم اجتماع لألعاب القوى (رقم جديد في سجل اللقاءت) NR : رقم وطني (رقم جديد في السجل الوطني) OR : رقم أولمبي (رقم جديد في السجل الأولمبي) PR : رقم بارالمبي (رقم جديد في سجل البارالمبي) PB : رقم شخصي (أفضل رقم شخصي) SB : أفضل أداء شخصي في الموسم (الأفضل في الموسم) WL : أفضل أداء عالمي لهذا العام (رائد عالمي) WJR: رقم قياسي عالمي للناشئين WR : رقم عالمي (رقم قياسي عالمي) ER : رقم قياسي أوروبي EL : أفضل نتيجة للموسم في أوروبا DNF: لم يكمل السباق DNS: لم يبدأ السباق DQ : استبعاد (عدم الأهلية) NM : لم يتم تسجيل أي اختبار صحيح (لا توجد علامة) َQ : التأهل "مباشرة" إلى الجولة التالية (أو إلى المسابقة التالية)، خلال مسابقة كبرى، بفضل الترتيب أو تحقيق الحد الأدنى (المؤهل التلقائي) q : التأهل إلى الجولة التالية (أو المسابقة التالية)، خلال مسابقة كبرى، بفضل إعادة التصفيات أو تحقيق أحد أفضل العروض بين أولئك "غير المتأهلين بشكل مباشر" (بفضل أفضل وقت أو أفضل مسافة على سبيل المثال) (مؤهل ثانوي) x : محاولة فاشلة       |

### جولة التصفيات
معيار التأهل للجولة النهائية هي الوثب مسافة 14.10 مترًا أو تتأهل أفضل 12 لاعبة أداءً.
| المركز | المجموعة | الرياضية              | الجنسية  | #1    | #2    | #3    | النتيجة | ملاحظة |
| ------ | -------- | --------------------- | -------- | ----- | ----- | ----- | ------- | ------ |
| 1      | A        | ألكساندرا ناتشيفا     | بلغاريا  | 13.86 | 14.29 |       | 14.29   | Q, PB  |
| 2      | A        | توبا دانيشماز         | تركيا    | 14.27 |       |       | 14.27   | Q      |
| 3      | A        | آنا بيليتيرو-كومباوري | إسبانيا  | 14.21 |       |       | 14.21   | Q      |
| 4      | B        | فلورنتينا إيوسكو      | رومانيا  | x     | 14.11 |       | 14.11   | Q      |
| 5      | B        | داريا ديركاتش         | إيطاليا  | 14.10 |       |       | 14.10   | Q, SB  |
| 6      | A        | ديانا آنا ماريا أيون  | رومانيا  | 14.09 | 11.83 | 13.99 | 14.09   | q, SB  |
| 7      | B        | آنا كراسوتسكا         | أوكرانيا | 13.72 | 14.00 | 13.58 | 14.00   | q      |
| 8      | A        | إليونيس غيلوم         | فرنسا    | 14.00 | 13.08 | 13.64 | 14.00   | q      |
| 9      | B        | أولها كورسون          | أوكرانيا | 13.83 | 13.99 | 13.90 | 13.99   | q      |
| 10     | B        | نيا فيليبيتش          | سلوفينيا | 11.51 | 13.35 | 13.98 | 13.98   | q      |
| 11     | B        | كريستين غيريش         | ألمانيا  | 13.62 | x     | 13.91 | 13.91   | q, SB  |
| 12     | B        | غابرييلا بيتروفا      | بلغاريا  | 13.86 | 13.39 | 13.77 | 13.86   | q      |
| 13     | A        | أوكسانا كورينيفا      | اليونان  | x     | 13.86 | 13.73 | 13.86   | =SB    |
| 14     | A        | كريستينا ماكيلا       | فنلندا   | 13.67 | 13.76 | 13.74 | 13.76   |        |
| 15     | B        | مايا أسكوغ            | السويد   | 13.69 | 13.74 | x     | 13.74   |        |
| 16     | A        | آينا غريكشايته        | ليتوانيا | 13.71 | x     | 13.11 | 13.71   |        |
| 17     | A        | دوفيل كيلتي           | ليتوانيا | 13.54 | 13.69 | 13.32 | 13.69   |        |
| 18     | B        | ماريا بورتسا          | اليونان  | 13.58 | 13.51 | 13.69 | 13.69   | SB     |
| 19     | B        | ديانا زاغاينوفا       | ليتوانيا | x     | x     | 13.64 | 13.64   |        |
| 20     | B        | إيلينا أندريا تالوش   | رومانيا  | 13.54 | 13.59 | 13.54 | 13.59   |        |
| 21     | A        | سيني سالمينين         | فنلندا   | 13.54 | x     | 13.10 | 13.54   |        |
| 22     | B        | غيزام أكغوز           | تركيا    | x     | x     | 13.47 | 13.47   |        |
| 23     | B        | أدريانا لاسكوفسكا     | بولندا   | x     | 13.14 | 13.26 | 13.26   |        |
| 24     | B        | جيسيكا كاهارا         | فنلندا   | 13.09 | 13.13 | 13.21 | 13.21   |        |
| 25     | A        | يكاترينا سارييفا      | أذربيجان | x     | 12.93 | x     | 12.93   |        |
|        | A        | ماريا سيني            | أوكرانيا | x     | r     |       | NM      |        |
|        | A        | هانا كنيازيفا-ميننكو  | إسرائيل  | x     | x     | r     | NM      |        |
|        | A        | إيفا بيبلناك          | سلوفينيا |       |       |       | DNS     |        |

### النهائي
بدأت المباراة النهائية في يوم 9 يونيو في الساعة 21:03. حسّنت توبا دانيسماز رقمها القياسي التركي السابق (14.32)، وسجلت رقما جديدا بلغ 14.57 متر، مما سمح لها بالتقدم حتى المحاولة الرابعة، عندما قفزت الإسبانية آنا بيليتيرو كومباوري مسافة أطول . بنتيجة 14.85، أصبحت بطلة أوروبا الجديدة. وحصلت إيليونيس غيوم على المركز الثالث بفضل أفضل رقم شخصي لها في محاولتها الأخيرة (14.43) . بالنسبة لفرنسا وتركيا، كانت هذه الميداليات هي الأولى في تاريخ مسابقة القفز الثلاثي للسيدات في بطولة أوروبا.
| المركز | الرياضية              | الجنسية  | #1    | #2    | #3    | #4    | #5    | #6    | النتيجة | ملاحظة |
| ------ | --------------------- | -------- | ----- | ----- | ----- | ----- | ----- | ----- | ------- | ------ |
| الأول  | آنا بيليتيرو-كومباوري | إسبانيا  | 14.37 | 14.46 | 14.52 | 14.85 | x     | 14.47 | 14.85   | =EL    |
| الثاني | توبا دانيشماز         | تركيا    | 14.29 | 14.57 | x     | x     | 14.12 | 14.38 | 14.57   | NR     |
| الثالث | إليونيس غيلوم         | فرنسا    | 13.91 | 14.23 | 14.10 | 13.72 | x     | 14.43 | 14.43   | PB     |
| 4      | ألكساندرا ناتشيفا     | بلغاريا  | 11.96 | 14.35 | 12.51 | 11.99 | 13.89 | 12.66 | 14.35   | PB     |
| 5      | ديانا آنا ماريا أيون  | رومانيا  | 14.16 | 13.87 | 14.11 | 14.13 | 14.15 | 14.23 | 14.23   | PB     |
| 6      | غابرييلا بيتروفا      | بلغاريا  | 14.16 | 14.16 | x     | 13.83 | 14.01 | 13.93 | 14.16   |        |
| 7      | يا فيليبيتش           | سلوفينيا | x     | x     | 13.85 | 13.72 | x     | 14.12 | 14.12   |        |
| 8      | داريا ديركاتش         | إيطاليا  | 14.03 | 13.83 | 13.76 | 13.67 | 13.67 | 13.73 | 14.03   |        |
| 9      | فلورنتينا إيوسكو      | رومانيا  | 13.68 | x     | 13.76 |       |       |       | 13.76   |        |
| 10     | كريستين غيريش         | ألمانيا  | x     | 13.62 | 13.74 |       |       |       | 13.74   |        |
| 11     | آنا كراسوتسكا         | أوكرانيا | 13.20 | 13.47 | 13.71 |       |       |       | 13.71   |        |
| 12     | أولها كورسون          | أوكرانيا | x     | x     | 13.69 |       |       |       | 13.69   | -->    |